# Мейу-Мару
Мейу-Мару (Meiu Maru) — транспортне судно, яке під час Другої світової війни взяло участь у операції японських збройних сил на Соломонових островах.
Вантажне судно Мейу-Мару спорудили в 1918 році на верфі Uraga Dock в Уразі (зараз частина міста Йокосука) на замовлення компанії Taisho Kaiun із Дайрену (Даляня).
У якийсь момент судно реквізували для потреб Імперського флоту Японії.
Висадка американців 7 серпня 1942-го на сході Соломонових островів започаткувала шестимісячну боротьбу за острів Гуадалканал. Наприкінці 1942-го японське командування вирішило доправити сюди 6-ту піхотну дивізію Імперської армії Японії, для чого в окупованому китайському Шанхаї сформували конвой №35, що складався із трьох частин. Мейу-Мару увійшло до групи C (разом з Сомедоно-Мару, Сурабая-Мару та Шинай-Мару). Воно мало на борту 2997 вояків 23-го піхотного полку 6-ї піхотної дивізії.
25 грудня 1942-го група С вийшла з Шанхаю, а до середини січня прибула до островів Трук — головної передової бази японського флоту у східній частині Каролінських островів, звідки провадились операції та здійснювалось постачання гарнізонів в архіпелазі Бісмарка та на Соломонових островах.
19 січня 1943-го група С під охороною мисливця за підводними човнами CH-11 і переобладнаного канонерського човна Чоан-Мару № 2 рушила у південно-східному напрямку до якірної стоянки Шортленд — прикритої групою невеликих островів Шортленд акваторії біля південного завершення острова Бугенвіль, де зазвичай відстоювались легкі бойові кораблі та перевалювались вантажі для відправлення далі на схід Соломонових островів.
20 січня 1943-го в районі за 450 км на південний схід від островів Трук підводний човен Silversides випустив п'ять торпед по групі С, якими поцілив Мейу-Мару та Сурабая-Мару. Мейу-Мару трималось на воді до 19:15 21 січня і більшість людей з нього вдалось врятувати — загинуло близько 400 вояків і 1 член екіпажу. Рятувальні роботи провадили CH-11 та Чоан-Мару № 2, а потім їм на допомогу з Труку прибув есмінець «Асагумо».